# Andrew-Schnabelwal
Der Andrew-Schnabelwal (Mesoplodon bowdoini) ist eine seltene und kaum bekannte Walart aus der Familie der Schnabelwale (Ziphiidae). Er wurde vom amerikanischen Zoologen Roy Andrews 1908 beschrieben und trägt seither seinen Namen.
Die Heimat der Andrew-Schnabelwale sind die Ozeane südlich von Australien und rings um Neuseeland. Die Art ist bislang nur von Strandungen in diesen zwei Ländern bekannt. Möglicherweise reicht ihr Verbreitungsgebiet im Süden bis zur Antarktis.
Der Artzusatz im wissenschaftlichen Namen ehrt G. S. Bowdoin, der das American Museum of Natural History finanziell unterstützte.

## Merkmale
Diese Wale haben einen torpedoförmigen Körper mit länglichen, kleinen Flippern, einer kleinen, sichelförmigen Finne über dem hinteren Drittel des Körpers und einer breiten Fluke, die nicht eingekerbt ist. Sie sind dunkelblau bis schwarz gefärbt (Männchen sind grau), lediglich die verhältnismäßig kurze Schnauze ist weiß. Männchen sind darüber hinaus durch einen in der Mitte aufgewölbten Unterkiefer gekennzeichnet, auf der je ein dreieckiger, aus dem Maul ragender Zahn erkennbar ist. Bei Jungtieren und Weibchen sind diese Zähne im Zahnfleisch verborgen. Vor der Aufwölbung ist der Kiefer sehr schmal, dahinter liegt eine flache Melone. Mit einer Durchschnittslänge von 4,5 Metern und einem Gewicht von etwa 2600 kg zählt die Art zu den eher kleineren Zweizahnwalen.
Da es keine Sichtungen gibt, nimmt man an, dass Andrew-Schnabelwale scheu sind und nicht in den von Menschen befahrenen Meeresregionen leben. Auch über ihre Lebensweise ist nichts Genaues bekannt, man kann aber annehmen, dass sie wie die anderen Zweizahnwale im offenen Meer leben. Untersuchungen des Mageninhalts gestrandeter Exemplare haben ergeben, dass sie vorrangig Tintenfische und zu einem kleinen Anteil Fische zu sich nehmen.
Über Populationsgröße oder Gefährdung lassen sich keine Angaben machen.

Größenvergleich
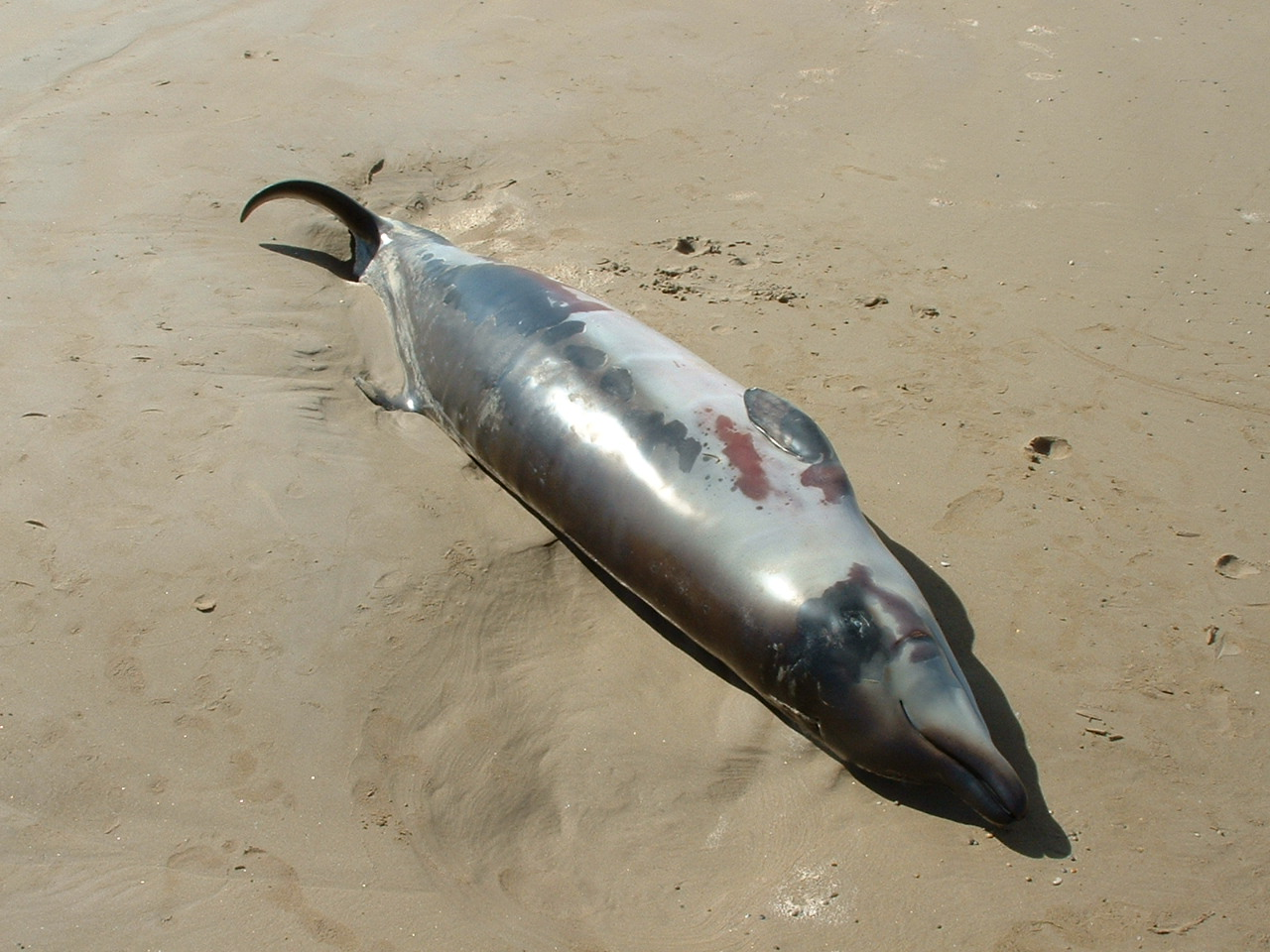
Angeschwemmter neugeborener Andrew-Schnabelwal
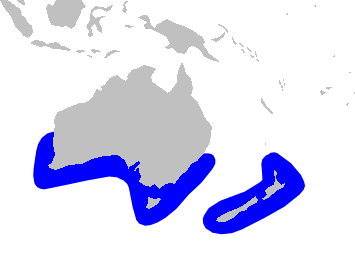
Verbreitungsgebiet